# Морис Ришар
Морис Ришар (на френски: Maurice Richard) е канадски професионален хокеен играч.
Роден е в Монреал на 4 август 1921 година. Умира от рак в Монреал през 2000 година.
Младият атлет преживява много трудности, преди да влезе в отбора. Благодарение на него отборът му печели купата „Станли“ няколко поредни сезона. Играе в националната хокейна лига на Канада преди и след втората световна война.